# Sweeny
Sweeny è un centro abitato degli Stati Uniti d'America, situato nella contea di Brazoria dello Stato del Texas.
Una volta conosciuta come Adamston, la città è stata nominata Sweeny in onore della famiglia di John Sweeny. La casa di famiglia degli Sweeny era ancora occupata da un discendente della famiglia Sweeny nel 1991.

## Società

### Evoluzione demografica
Secondo il censimento del 2000, c'erano 3.624 persone, 1.338 nuclei familiari, e 974 famiglie residenti nella città. La densità di popolazione era di 1.946,6 persone per miglio quadrato (752,3/km²). C'erano 1.444 unità abitative a una densità media di 775,6 per miglio quadrato (299,7/km²). La composizione etnica della città era formata dal 75,25% di bianchi, 15,78%di afroamericani, l'1.02% di nativi americani, lo 0,41% di asiatici, il 5,99% di altre etnie, e l'1.55% di due o più etnie. Gli ispanici o latinos di qualunque razza erano il 13,71% della popolazione.
C'erano 1.338 nuclei familiari di cui il 38,0% avevano figli di età inferiore ai 18 anni, il 53,8% erano coppie sposate conviventi, il 14,9% aveva un capofamiglia femmina senza marito, e il 27,2% erano non-famiglie. Il 23,7% di tutti i nuclei familiari erano individuali e l'11,4% aveva componenti con un'età di 65 anni o più che vivevano da soli. Il numero di componenti medio di un nucleo familiare era di 2,65 e quello di una famiglia era di 3,14.
La popolazione era composta dal 29,7% di persone sotto i 18 anni, l'8.4% di persone dai 18 ai 24 anni, il 26,1% di persone dai 25 ai 44 anni, il 19,7% di persone dai 45 ai 64 anni, e il 16,1% di persone di 65 anni o più. L'età media era di 35 anni. Per ogni 100 femmine c'erano 122,3 maschi. Per ogni 100 femmine dai 18 anni in giù, c'erano 145,3 maschi.
Il reddito medio di un nucleo familiare era di 36.497 dollari, e quello di una famiglia era di 42.128 dollari. I maschi avevano un reddito medio pro capite di 43.854 dollari contro i 25.710 dollari delle femmine. Il reddito medio pro capite totale era di 16.755 dollari. Circa il 10,4% delle famiglie e il 9,9% della popolazione erano sotto la soglia di povertà, incluso il 9,4% di persone sotto i 18 anni e l'11,7% di persone di 65 anni o più.